# Lepidium hirtum
Lepidium hirtum är en korsblommig växtart som först beskrevs av Carl von Linné, och fick sitt nu gällande namn av James Edward Smith. Lepidium hirtum ingår i släktet krassingar, och familjen korsblommiga växter.

## Underarter
Arten delas in i följande underarter:
- L. h. atlanticum
- L. h. calycotrichum
- L. h. dhayense
- L. h. hirtum
- L. h. nebrodense
- L. h. oxyotum
- L. h. petrophilum
- L. h. rifanum
- L. h. stylatum